# Biofeedback
Biofeedback ali biološka povratna zanka je metoda sproščanja. Istoimenski instrument je preko elektrod povezan s posameznikovo kožo ter oddaja svetlobne ali zvočne signale določenih frekvenc, le-tej pa nam poročajo o posameznikovi vzburjenosti oziroma sproščenosti. Metoda poteka tako, da se oseba udobno namesti, pri tem pa se skuša sproščati. Vseskozi dobiva povratno informacijo o svoji vzburjenosti ali sproščenosti. Ko se posameznik sproščanja nauči, lahko to naredi brez biofeedback naprave, svojo relaksacijo pa lahko tudi poglobi (Tušak, Zirnstein in Blatnik, 2016).

## Definicija
Termin biofeedback izhaja tako iz biologije kot iz kibernetike. Preko elektronskih senzorjev biofeedback naprava omogoča posamezniku spremljanje fizioloških reakcij v telesu. Tako nam daje informacije o avtonomnem živčnem sistemu. Avtonomno živčevje (tudi nehotno ali vegetativno živčevje) tvori skupaj s somatskim živčevjem obkrajni (periferni) živčni sistem. Avtonomnost živčevja se kaže v tem, da ni pod posameznikovim zavestnim nadzorom. Avtonomno živčevje uravnava življenjsko pomembne funkcije organizma, kot so srčni utrip, dihanje, krvni tlak, prebava in presnova. Je odločilno pri vzdrževanju homeostaze notanjega okolja organizma.Biofeedback metoda sproščanja temelji na operantnem pogojevanju (Turk, Meichenbaum in Berman, 1979).

## Učinki biofeedback terapije
V eni izmed metaanaliz (Nestoriuc, Rief in Martin, 2008) so preverjali kratkoročne in dolgoročne učinke biofeedback terapije pri tenzijskih bolečinah glave. Metaanaliza je zajemala 74 posameznih študij. Biofeedback se je izkazal kot pomembno bolj učinkovita terapija kot placebo učinek in ostale relaksacijske terapije. Najboljši rezultati so se izkazali na področju frekvenc pojavljanja posameznih epizod glavobolov. Nadalje je imel biofeedback učinek na zmanjšanje simptomov anksioznosti, depresivnosti in povečanju samoučinkovitosti. Analize so pokazale, da je biofeedback v povezavi z relaksacijskimi tehnikami kot najbolj učinkovit način zdravljenja.
V raziskavi (Thompson, Griebstein in Kuhlenschmidt, 1980) so avtorji preverjali, ali učinki biofeedback terapije prpomorejo k zmanjšanju simptomov akademske poduspešnosti, ki so povezani z anksioznostjo. Ugotovili so, da terapija uspešno zmanjšuje simptome somatske in kognitivne anksioznosti. Tehnike sproščanja na podlagi samokontrole (kot je biofeedback) namreč uspešno delujejo na zmanjšanje akademske anksioznosti in soočanje z akademskim  nastopom (Deffenbacher, 1976, v Thompson, Griebstein in Kuhlenschmidt, 1980).

## Aplikacije

### Nevrofeedback
Nevrofeedback je specifična oblika biofeedbacka, ki meri možganske valove oziroma električno možgansko aktivnost, uporablja elektroencefalogram EEG. Nevrofeedback imenujemo tudi EEG biofeedback ali nevroterapija. Je proces, preko katerega se posamezniki naučijo uravnavati možganske valove preko operantnega pogojevanja (Holnthaner, 2008, v Holnthaner, 2008). Pri nevrofeedbacku je ključnega pomena samoregulacija, ki je predpogoj za uspešno delovanje možganov (Othemer, 2017, v Holnthaner, 2008). Metoda je v uporabi predvsem pri učnih težavah, vedenjskih motnjah, motnjah spanja, motnjah pozornosti in hiperaktivnosti (ADHD), različnih kroničnih bolečinah in epilepsiji (Holnthaner, 2008).

### Stres na delovnem mestu
Dandanes je veliko govora o stresu na delovnem mestu, saj le-to predstavlja žarišče stresa. Avtorica Černigoj Sadar (2000) navaja naslednje glavne vire stresa na delovnem mestu, in sicer načilnosti dela, posameznikovo vlogo v organizaciji, odnose na delovnem mestu, razvoj kariere ter organizacijsko strukturo in kulturo. Značilnosti dela predstavljajo dejavniki kot so močan hrup, svetloba, tresljaji, kemične spojine, ki vplivajo na posameznikovo razpoloženje (Cooper in Smith, 1985; v Černigoj Sadar, 2000). Sem pa sodi tudi delo prek obsega delovnega časa. Raziskave kažejo, da je delo, ki ga posameznik opravlja več kot 40 do 50 ur na teden, neproduktivno (Carthwright in Cooper, 1997).
Posameznikova vloga v delovni organizaciji je lahko nejasna, dvoumna ali pa ima le-ta veliko stopnjo odgovornosti do drugih ljudi. Posameznikova vloga je dvoumna v primeru, ko niso njegove delovne naloge ali pa obseg dela jasno opredeljeni. Konfliktnost se kaže v nasprotujočih zahtevah dela. Stres pa lahko povzroči tudi visoka stopnja odgovornosti do stvari – denarja, nepremičnin, itd. na eni strani ter ljudi na drugi (Pincherl, 1972; po Cartwright in Cooper, 1997; v Černigoj Sadar, 2000). Tudi odnosi na delovnem mestu so izrednega pomena za posameznikovo psihično blagostanje. Dobri odnosi namreč odprejo ideje za konstruktivno diskusijo, povečajo posameznikovo in skupno produktivnost, ugodno vplivajo na samospoštovanje, vodijo k reševanju težav, ustvarjajo atmosfero »jaz zmagam, ti zmagaš«, ter zmanjšujejo stres in anksioznosti. V nasprotju s tem pa slabi odnosi na delovnem mestu posamezniku jemljejo energijo, nižajo delovno produktivnost, neugodno vplivajo na posameznikovo samospoštovanje, blokirajo zdravo diskusijo, ustvarjajo atmosfero »jaz zmagam, ti zgubiš« ter povzročajo strah in nezaupanje med zaposlenimi (Wheeler, 1994, v Tušak in Masten, 2008). Posameznik delovno mesto sprejme z določenimi pričakovanji do razvoja v karieri ter če le-ta niso izpolnjena lahko pride do stresa. Prav tako je stresno ocenjevanje dela – tako za ocenjevalca kot tudi za ocenjevanca.  Stres pa lahko sprožita tudi organizacijska struktura oziroma klima. Kultura organizacije predstavlja vrednote, prepričanja, pričakovanja, ki si jih delijo člani določene skupnosti.

### Stres v službi in zadovoljstvo z delom zaposlenih v Sloveniji
Masten (2016) je izvedel raziskavo, s pomočjo katere je želel pridobiti podatke o tem, kako zaposleni ocenjujejo stres in zadovoljstvo na svojem delovnem mestu v Sloveniji, količino socialne opore in oceno o vplivu na reševanje težav na delovnem mestu, splošno oceno zadovoljstva ter stresa v življenju in primerjati zaposlene glede na ostale družbene skupine. Prišel je do naslednjih zaključkov, in sicer ocena stresnosti dela ter zadovoljstva pri le-tem je nižja pri zaposlenih z bolj negotovimi oblikami zaposlitve. Nadalje je ugotovil, da je zadovoljstvo pri delu pozitivno korelirano s posameznikovim splošnim zadovoljstvom z življenjem, socialno oporo sodelavcev, stopnjo vpliva na reševanje težav na delovnem mestu, negativno pa se povezuje s stresnostjo zaposlitve. Doživljanje stresa na delovnem mestu pa se pozitivno povezuje s stresnostjo življenja, negativno pa s posameznikovim zadovoljstvom z zaposlitvijo.

### Promocija zdravja na delovnem mestu v Sloveniji
Slovenija velja za državo, kjer je zdravje zaposlenih na delovnem mestu nekoliko zapostavljeno.  Posledično zaposleni doživljajo vse več stresa in duševnih težav, ki lahko dolgoročno vodijo tudi v bolezni. V Sloveniji namreč primanjkuje tako časa, denarja kot tudi volje za varovanje zdravja zaposlenih. Ključnega pomena sta sprva moč in pripravljenost zaposlenih, da uveljavljajo zakonske pravice zaposlenih. Najbolj produktivne rezultate pa daje sodelovanje vodstva in zaposlenih. tudi predstavniki zaposlenih morajo aktivno in redno sodelovati pri promoviranju zdravja (Blatnik, Jensterle in Tušak, 2016).

### Multimodalni model uravnavanja stresa
Multimodalni model uravnavanja stresa (Davidson in Schwartz, 1976, v Tušak, 2017) izhaja iz empiričnih raziskav o psihofiziologiji kognitivnih in somatskih komponent sproščanja. Upošteva delovanje obeh možganskih hemisfer pri oblikovanju vedenja. Glede na različne vrste anksioznosti, ki jih navajata avtorja, so predlagane razčične vrste intervenc. Biofeedback, glede na model, najbolj ustreza kot intervenca pri somatski vrsti ankioznosti.
Leva hemisfera je namreč specializirana za sekvenčno procesiranje (vodijo jo specifične misli ali verbalne izjave), desna hemisfera pa za vzporedno (uporablja vidno prostorske informacije). Ljudje pri uporabi logike, reševanju problemov, sklepanju uporabljamo levo hemisfero. Desna hemisfera pa je specializirana za ustvarjalnost, intuicijo, čustva, izvajanje gibov, časovno in prostorsko orientiranost.
Pri tem modelu avtorja delita anksioznost na kognitivno (pričakovanja neuspeha, negativna samoocena, itd.) in somatsko (pospešeno bitje srca, pospešeno dihanje, bolečine v želodcu, tresenje rok, itd.). Somatska anksioznost odseva delovanje avtonomnega živčevja (tudi nehotno, vegetativno). 
Torej avtorja ločita štiri vrste anksioznosti, in sicer levohemisferično somatsko, levohemisferično kognitivno, desnohemisferično somatsko in desnohemisferično kognitivno. Levohemisferična somatska anksioznost se kaže v obliki somatskih težav npr. napetost mišic. Levohemisferična kognitivna anksioznost se odseva v aktivaciji določenih vedenjskih oziroma analitičnih stanj (npr. ne moremo se znebiti negativnih misli). Desnohemisferična somatska ankisoznost se kaže v globalnih somatskih vedenjih, kot so npr. težave z želodcem. Desnohemisferično kognitivno anksioznost pa sprožijo spoznanja, ki imajo izvor v vizualizaciji (npr. predstavljati si neuspel nastop pred občinstvom).

## Biofeedback v Sloveniji
V Sloveniji izvajajo biofeedback terapije določena podjetja, ki tudi prodajajo prenosne biofeedback naprave. Podjetja nudijo sproščanja za vodilne delavce v podjetjih, menedžerje in ostale posameznike ali skupine, ki si želijo izboljšati koncentracijo in spoprijemanje s stresom, prav tako pa tudi izboljšati nadzor nad svojim psihofizioloških delovanjem. 